# 薩頓科爾菲爾德

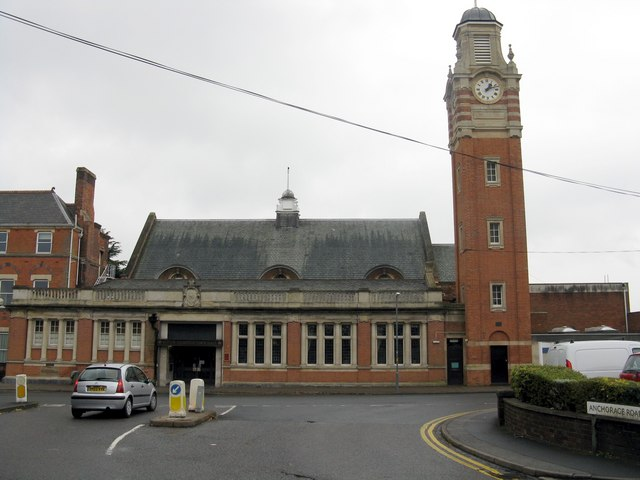
薩頓科爾菲爾德市政廳

薩頓科爾菲爾德（英語: Sutton Coldfield），有時簡稱薩頓（Sutton）。是英國西密德蘭伯明罕都市郡的城鎮，位於伯明罕市區東北方。2011年人口為95,107人。

## 體育
- 薩頓科爾菲爾德足球會